# 基斯利夫卡 (塔拉夏區)
49°31′14″N 30°36′20″E / 49.52056°N 30.60556°E
基斯利夫卡（烏克蘭語：Кислівка）是位於烏克蘭北部的村莊，由基辅州白采爾克瓦區的塔拉夏市鎮負責管轄。該村始建於1884年，面積1.6平方公里，海拔高度164米，2001年人口382，人口密度每平方公里239.2人。